# Faverdines
Faverdines település Franciaországban, Cher megyében. Lakosainak száma 134 fő (2022. január 1.). Faverdines Arcomps, La Celette, Loye-sur-Arnon, Saint-Georges-de-Poisieux és Saulzais-le-Potier községekkel határos.

## Népesség
A település népessége az elmúlt években az alábbi módon változott:
| Lakosok száma | 203  | 147  | 139  | 141  | 153  | 147  | 142  | 139  | 137  | 134  |
|               | 1968 | 1982 | 1990 | 2006 | 2013 | 2015 | 2017 | 2019 | 2020 | 2022 |